# Hanawon
Hanawon (Hangeul: 하나원) ist ein Umerziehungslager für nordkoreanische Flüchtlinge in Südkorea.

## Allgemeines
Die bei Anseong gelegene Anstalt wurde am 8. Juli 1999 eröffnet und ist ungefähr 100 km südlich von der Hauptstadt Seoul gelegen. 
Nach der Ankunft in Südkorea werden nordkoreanische Flüchtlinge für zwölf Wochen nach Hanawon gebracht, um diese auf ihre Zukunft in Südkorea vorzubereiten. Es gilt 392 Stunden an „Lehrveranstaltungen“ zu absolvieren, unter anderem sind 121 Stunden für politische Grundbildung, aber auch historische Aspekte reserviert, weitere 174 Stunden werden genutzt, um die Flüchtlinge an den Arbeitsmarkt heranzuführen. Beides geschieht offiziellen Angaben zufolge mit dem Hintergrund, den Menschen aus der verarmten, menschenrechtsverletzenden Diktatur Nordkoreas eine freie Lebensweise zu zeigen, um besser in ihrem neuen Heimatland bestehen zu können. Die Betroffenen werden mit einem „Startgeld“ von 22 Millionen Won (ca. 14.500 Euro) versorgt, um nach der zumeist mittellosen Flucht größere Chancen auf einen Neubeginn zu haben.

## Methoden
Flüchtlingen aus Nordkorea wird oft unterstellt, einer Spionagetätigkeit für den verfeindeten Nachbarstaat nachzugehen. Deswegen werden im Rahmen des Aufenthalts im Lager alle Personen gleich nach der Ankunft vom südkoreanischen Geheimdienst einer mehrwöchigen Befragung, die mit psychologischen Tests einhergeht, unterzogen. Es dürfen ferner keine persönlichen Besuche empfangen werden, ein Verlassen der Anstalt ist in der Regel nicht gestattet, auch sind Handys nicht zur Benutzung freigegeben. 
Andererseits handelt es sich wiederum um keine Strafanstalt, der Aufenthalt ist nur temporär und Flüchtlinge werden über grundlegende Freiheiten und Pflichten in einer Demokratie aufgeklärt, um sich in Südkorea von Beginn an besser zurechtzufinden. Ebenso werden in kurzen praktischen Ausbildungen Tätigkeiten im Bereich der Metallverarbeitung, das Bedienen von diversen Maschinen, gastronomische Grundfertigkeiten oder handelsrelevante Abläufe beigebracht. Diese Weiterbildung geschieht jedoch geschlechterspezifisch, Männer werden eher in handwerklichen Tätigkeiten ausgebildet, Frauen in Büro- oder Haushaltsaufgaben.